# امیلی لیما
امیلی لیما (انگلیسی: Emily Lima؛ زادهٔ ۲۹ سپتامبر ۱۹۸۰) بازیکن فوتبال اهل برزیل است.
از باشگاه‌هایی که در آن بازی کرده‌است می‌توان به باشگاه فوتبال ناپولی اشاره کرد.
وی همچنین در تیم ملی فوتبال زنان پرتغال بازی کرده‌است.